# Majerka (Kruklanki)
Majerka ist eine Siedlung in der polnischen Woiwodschaft Ermland-Masuren, die zur Landgemeinde Kruklanki (Kruglanken) im Powiat Giżycki (Kreis Lötzen) gehört.

## Geografie
Majerka liegt nördlich vom Lenkuker See (polnisch Jezioro Łękuk) im nördlichen Osten der Woiwodschaft Ermland-Masuren. Bis zur Kreisstadt Giżycko (Lötzen) sind es 25 Kilometer in südwestlicher Richtung.

## Geschichte
Die kleine Siedlung (polnisch osada) liegt an der östlichen Grenze der Gmina Kruklanki. Es ist nicht ersichtlich, dass der Ort eine deutsche Vergangenheit, geschweige denn eine deutsche Ortsbezeichnung hatte. Wahrscheinlich handelt es sich um den nördlichen, etwas abseits gelegenen Teil des früheren Dorfes Rhog, der – dem Kreis Lötzen zugehörig – im Jahre 1938 die Umbenennung in Klein Lenkuk erhielt und seit 1945 „Róg Orłowski“ heißt.

## Religion
Kirchlich ist Majerka heute in die katholische Pfarrei Orłowo (Orlowen, 1938 bis 1945 Adlersdorf) im Bistum Ełk bzw. in die evangelische Kirchengemeinde Wydminy (Widminnen) in der Diözese Masuren eingegliedert.

## Verkehr
Majerka ist nur über Landwege erreichbar, die von Orłowo, Wolisko (Walisko, 1938 bis 1945 Waldsee) bzw. Róg Orłowski (Rhog, 1938 bis 1945 Klein Lenkuk) nach hier führen.